# Tachigali chrysophylla
Tachigali chrysophylla là một loài thực vật có hoa trong họ Đậu. Loài này được (Poepp.) Zarucchi & Herend. miêu tả khoa học đầu tiên năm 1993.